# Movado
Movado es una marca de relojes estadounidense, fundada originalmente en Suiza en 1881. "Movado" significa "movimiento" en esperanto.
Sus relojes son conocidos por su característico punto metálico a las 12 en punto y su estilo minimalista.
Las marcas de Movado Group incluyen Movado, Concord, EBEL, Olivia Burton y MVMT, además de licencias de las marcas Coach, Hugo Boss AG, Lacoste, Tommy Hilfiger y Calvin Klein. La firma anteriormente fabricaba otras marcas bajo licencia, y anteriormente era propietaria de Piaget.

## Historia

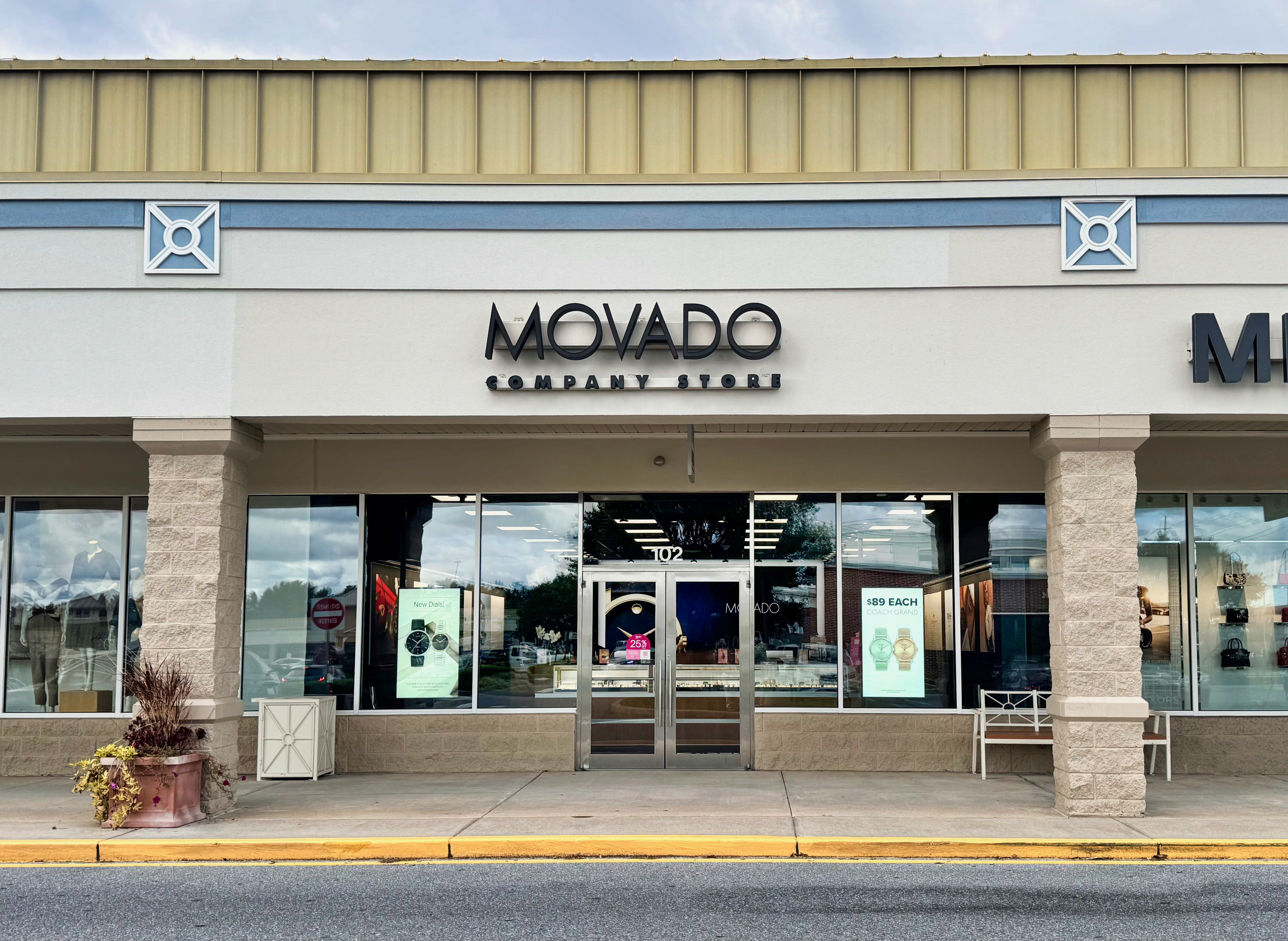
Una tienda de la empresa Movado en Delaware

Achille Ditesheim fundó la empresa en la ciudad relojera de La Chaux-de-Fonds en 1881. Los Ditesheim, una familia de relojeros judíos, eran propietarios de varias empresas en la zona.
En 1892, los hermanos Leopold, Achille e Isidore fusionaron sus empresas independientes para crear "L.A. & I. Ditesheim, Fabricants". Esta fue una de las primeras fábricas modernas de la zona tras la crisis relojera de la década de 1870. Con el cambio de siglo, numerosos comerciantes, artesanos y empresarios judíos que habían llegado a Suiza estaban menos apegados a los modelos de trabajo tradicionales y, por lo tanto, desempeñaron un papel importante en la innovación de la industria relojera del país helvético.
En 20 años, la empresa tenía más de 80 empleados y era conocida internacionalmente por su amplia variedad de relojes de bolsillo. Movado comenzó a producir relojes de pulsera y la firma se expandió nuevamente en 1905, cuando empleaba a más de 150 trabajadores. En aquella época cambió su nombre a Movado, que significa "siempre en movimiento" en esperanto.
En 1983, la empresa fue adquirida por la North American Watch Corporation, fundada por Gedalio Grinberg, un empresario de origen judío nacido en Cuba, que en 1960 salió de la isla con su familia huyendo de la revolución marxista liderada por Fidel Castro. Su hijo, Efraim Grinberg llegó a ser presidente y director ejecutivo de Movado Group, Inc.
El 23 de febrero de 1999, la compañía completó la venta del negocio de la empresa relojera Piaget al grupo VLG North America, Inc., por aproximadamente 30 millones de dólares. En agosto de 2018, Movado adquirió la empresa emergente de relojes MVMT, fundada en 2013, por más de 100 millones de dólares.

## Relojes

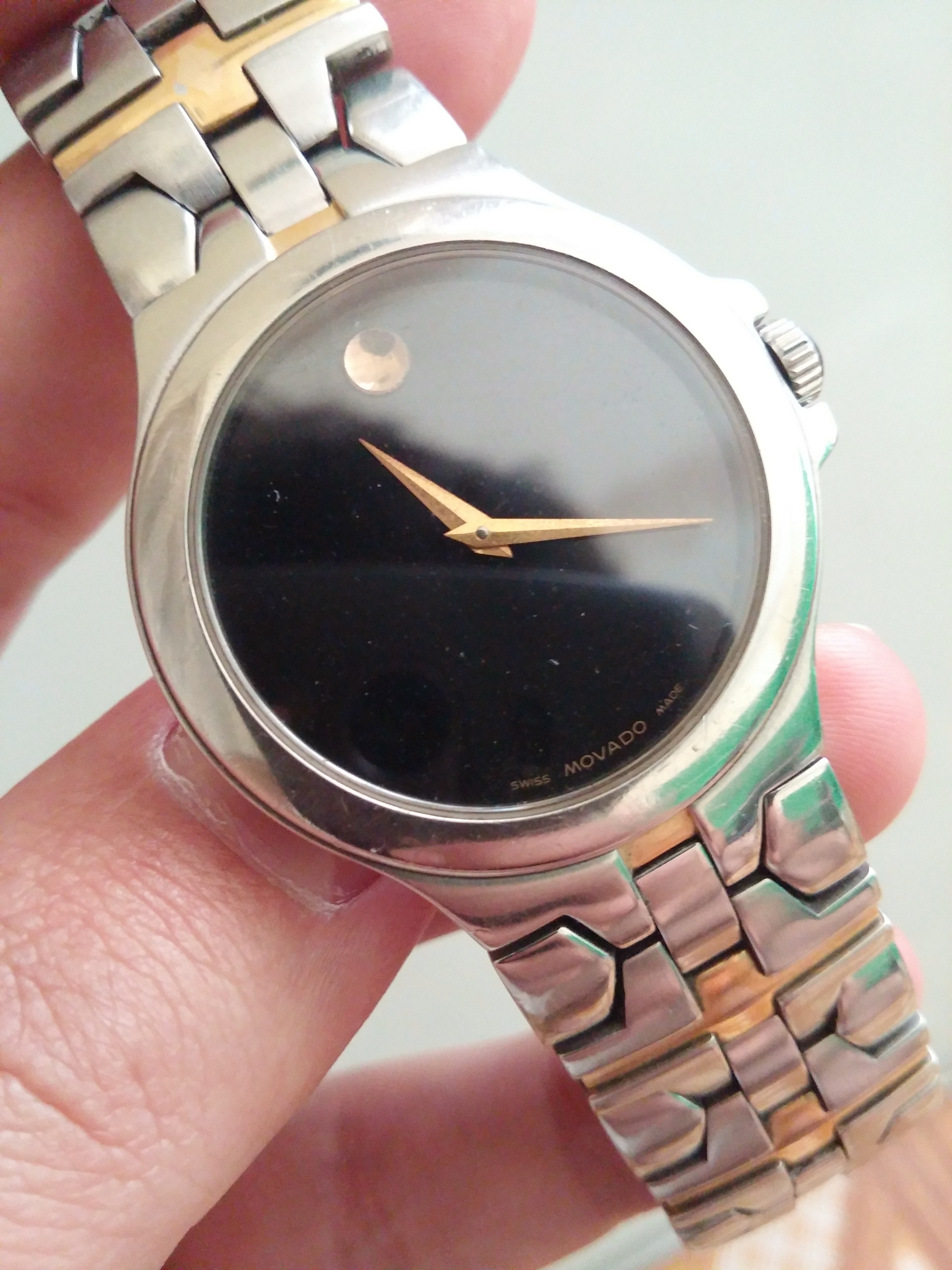
Serie Movado Delphino, con esfera negra de dos tonos

### RelojMuseum
La empresa comercializa el reloj Museum, ideado por el diseñador estadounidense Nathan George Horwitt en 1947. Influido por la Escuela de la Bauhaus, la esfera del reloj tiene un diseño muy simple definido por un punto solitario a las 12, que simboliza el sol al mediodía. Primero fue fabricado por un importador estadounidense de relojes suizos llamado "Vacheron & Constantin-LeCoultre Watches Inc." (no el relojero suizo Vacheron Constantin), y luego sería producido por Movado. La esfera de Horwitt fue seleccionada para la colección de diseño permanente del Museo de Arte Moderno de Nueva York en 1960, la primera esfera de reloj en recibir esta distinción. Movado finalmente llegó a un acuerdo con Horwitt en 1975 tras un pago de 29.000 dólares. Después de la muerte de Horwitt, Movado comenzó una intensa promoción del diseñador y del reloj Museum. El fotógrafo Edward Steichen calificó el diseño de Horwitt como "el único verdaderamente original y hermoso para un objeto de este tipo". La esfera con un solo punto aparece ahora en muchos de los relojes de Movado.

### Otros relojes
Algunos modelos de relojes Movado tienen nombres en esperanto, una lengua construida, como Bela ("hermoso"), Belamodo ("moda hermosa"), Fiero ("orgullo"), Brila ("brillante"), Linio ("línea") y Verto ("cabeza").
En noviembre de 2015, Movado anunció el lanzamiento de la colección Movado Motion de relojes finos fabricados en Suiza, impulsados por la plataforma de tecnología Manufacture Modules Technologies (MMT) MotionX. La colección incluye los modelos Bellina para mujer y Museum Sport para hombre.

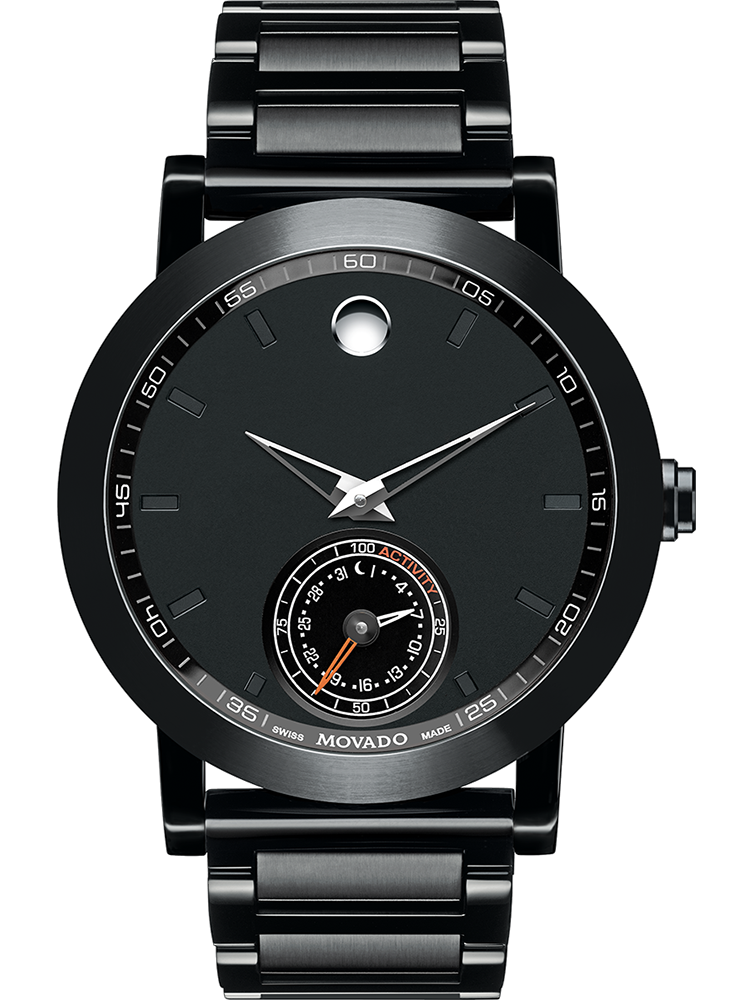
Reloj Movado Museum Sport Motion Smartwatch, con un movimiento producido por MotionX

## Escultura
Movado encargó la "Escultura del tiempo" al arquitecto Philip Johnson. La escultura de bronce con base de granito, ubicada en el exterior del Lincoln Center en la ciudad de Nueva York, fue inaugurada el 19 de mayo de 1999.